# Sezza
Sezza (in sloveno Seča) è un insediamento (naselje) nella municipalità di Pirano nella regione statistica del Litorale-Carso in Slovenia.
La chiesa del paese è dedicata a Bartolomeo apostolo.